# MarinMotorhistoriska Sällskapet
MarinMotorhistoriska Sällskapet (MMS) är en ideell förening som samlar och distribuerar information kring de svenska marinmotorerna. Kriterierna på motorerna är att de ska vara konstruerade och tillverkade i Sverige. Dessutom gäller det alla inom- och utombordsmotorer som är tillverkade från 1890-talet och fram till 1979. Därigenom omfattar MMS:s arkiv alla svenska båtmotorer förutom fartygsmaskiner. Arkivet över svenska båtmotorer påbörjades i slutet av 1970-talet.